# 司法積極主義
司法積極主義（しほうせっきょくしゅぎ）とは、司法、特に最高裁判所が憲法・法令を積極的に解釈することによって積極的な被害の救済を図ろうとすることを言う。

## 概要
例としては、アメリカにおいて最高裁判所が憲法の権利章典の修正第14条の「デュープロセス条項の自由」は広義にはプライバシーを意味するものでありプライバシーは憲法で保障されている権利であると解釈、さらに中絶も含めた医療行為は個人のプライバシーにあたるとの論に基づき中絶の禁止は違憲との判決を出したロー対ウェイドが有名だが、他にも「憲法には明記されていないが、ソウルは韓国の歴史的な首都であり遷都は違憲」との判断を下した韓国の最高裁判所の判例、他にも日本の自衛隊の地位に関わる最高裁判所の判断など、事例は各国で見られる。
狭義には違憲立法審査権に関連して言われるが、広義には裁判所が政策形成によって行政などに働きかけることも言う。意識としては「裁判所は市民を守る最後の砦であり、問題解決に際して行政等の不備があった場合には、司法が違憲判断や政策形成を通じて正していく」というものになる。
これに対して、司法は行政や立法には口出しせず、忠実な法解釈によって問題を裁き、法律に不備があるときは、その不備を立法府に指摘するのみとどまるべきであるという意見もある。これを司法消極主義と表現する場合もあるが、司法積極主義（Judicial Activism）の元になるアメリカでは対になる意見は原意主義（Originalism）と呼ばれる。原意主義では条例の元（Original）の意味をあくまで忠実に解釈するべきで、司法が事実上の立法・行政機能を果たすのは民主主義および三権分立の冒涜であると主張される（詳細は「司法消極主義」を参照）。
柔軟な対応となる一方で、一意制を保つことが難しくなり、例えば裁判官が変わったら「判断が変わるかもしれないからもう一度訴訟を起こしてみるか」といったことも起こる。
一般的にアメリカは司法積極主義と言われている（「コモン・ロー」も参照。対する概念としては「大陸法」を参照）。一方、ドイツや日本は司法消極主義と言われているが、実態は必ずしもそうとは言いきれない部分もある。逆にイギリスでは条文の解釈はあくまでも言葉の一般的な意味を以って行うという黄金律（GoldenRule）が法解釈において規範となっているためイギリスはコモンローにおけるアメリカの対極に位置する。

## アメリカの背景
アメリカの裁判官が積極的に政策形成や違憲判断を行うことができるのは、以下の制度要因に起因するという。
- 職歴（政策形成の経験がある） 
  - 裁判官は、裁判官になるまでに複数の職業を経験している。行政府に所属し、政策形成の経験を有している者も少なからずいる。
- 任期（判断が、自身の将来に影響しない）  
  - 連邦最高裁判所の裁判官は、基本的に終身制となっている。地方裁判所の裁判官は、連邦最高裁判所等への異動はなく、任期は終身制となっている。
- 裁判官の政治的イデオロギー（判断にイデオロギーが影響する） 
  - 連邦最高裁判所の裁判官の任命は、大統領が行う。アメリカは与党が頻繁に入れ替わるため、大統領は政権交代を想定して自分に近いイデオロギーを持つ、若い者を裁判官に任命する傾向がある。

## 日本の背景
日本の裁判官が政策形成や違憲判断に消極的なのは、以下の制度要因に起因するという。
- 職歴（他の経験が少ない）
  - 裁判官は、裁判所以外での経験が少なく、政策形成の経験を積む機会が少ない。
- 任期（判断が、自身の将来に影響する）
  - 裁判官は約3年の短い周期で異動する。異動先には人気のある場所とない場所（例えば都会と地方では、都会の方が人気があるという）があるが、違憲判決を出すなどした裁判官は、人気のない場所に異動しやすく、その際の任期も長めになる傾向があるという[2][3]。
- 内閣法制局の存在
  - 官庁が作成する法案は内閣法制局の審査をクリアしてから国会に提出される。この審査の際に法案に違憲の可能性があるかどうかを厳しくチェックする。事前のチェック機能があるため、そもそも違憲となる法律ができづらい。なお、この流れに乗らない議員立法の方が裁判所からの指摘が多いという。

一方で、日本の裁判官が消極的なのは違憲立法審査権についてであり、私法においては積極的に判断を行っているという。その流れは江戸時代までさかのぼることができる。戦後も、女性の労働問題（結婚退職の強要、退職年齢の男女差など）や公害問題（企業へ無過失責任の証明を求める）などにおいて、裁判所は行政府に先んじて問題解決のための判決を下しており、法律は判決の後追いをする状況になっている。